# باله (کمون)
باله (به فرانسوی: Ballay) یک کمون (فرانسه) در فرانسه است که در آردن (دپارتمان) واقع شده‌است. باله ۱۰٫۴۶ کیلومتر مربع مساحت دارد ۱۰۰ متر بالاتر از سطح دریا واقع شده‌است.